# Olympique Alès
Olympique Alès (oder kurz OA) ist ein französischer Fußballverein aus Alès, einer Stadt im Département Gard, am Südrand der Cevennen gelegen.
Die Vereinsfarben sind Blau und Weiß; die Ligamannschaft spielt im Stade Pierre Pibarot, das heute Platz für 10.000 Zuschauer bietet. Sie tritt derzeit (2020/21) lediglich in der fünftklassigen National 3 an.

## Geschichte
Der Verein entstand 1923 unter dem Namen Olympique Alaisien durch die Fusion dreier lokaler Klubs, nämlich Red Star, Boxing und Club Sportif des Cheminots. Bereits ein Jahr später wurde OA Regionalmeister des Languedoc. Mit der Umbenennung der Stadt hieß auch der Verein ab 1926 Olympique Alésien (bzw. Alès Olympique, wie gelegentlich zu lesen ist). Er gehörte zu den Gründungsmitgliedern der französischen Profiliga, die 1932 den Spielbetrieb aufnahm; 1961 wurde der professionelle Bereich allerdings liquidiert. Ab 1970 trat der Klub unter dem Namen Olympique Alès-en-Cévennes an. Bis 1997 spielte Olympique rund 60 Jahre lang überwiegend in der zweit- oder dritthöchsten Liga, nur wenige Jahre eine Klasse höher. Nachdem der Verein 2003 aufgelöst worden war, gründete er sich unter seinem heutigen Namen wieder, musste allerdings in der regionalen Amateurliga einen Neuanfang versuchen.
Der größte Erfolg der Vereinsgeschichte war der überraschende Vorstoß als Zweitligist in das Halbfinale des französischen Pokalwettbewerbs (Spielzeit 1986/87), der damals mit Hin- und Rückspiel ausgetragen wurde. Nachdem unter anderem Tours FC und Racing Strasbourg ausgeschaltet wurden, traf Alès auf die Girondins de Bordeaux. Vor eigenem Publikum trotzte Olympique dem Tabellenführer der Division 1 ein 2:2 ab und erkämpfte auch auf des Gegners Platz ein Unentschieden (0:0). So verpasste Alès lediglich aufgrund der Auswärtstor-Regel den Finaleinzug – gegen einen übermächtigen Gegner, der dann sowohl das Pokalendspiel als auch den Meistertitel gewann.

## Ligazugehörigkeit und Erfolge
Profistatus besaß Olympique von 1932 bis 1961 und 1993 bis 1997. Erstklassig (Division 1, seit 2002 in Ligue 1 umbenannt) spielte Alès 1932/33, 1934 bis 1936, 1947/48 und 1957 bis 1959.
- Französischer Meisterschaft: bisher beste Platzierung 1934/35 Rang 13
- Französischer Pokal: 1987 Halbfinalist

## Bekannte Spieler in Vergangenheit und Gegenwart
- Französische Nationalspieler Die Zahl der Länderspiele während der Zeit bei Olympique Alès und der Zeitraum dieser internationalen Einsätze sind in Klammern angegeben
  - Léon Huot (1, 1926) vorher 3 weitere Länderspiele für einen anderen Verein
- Andere
  - Jean Batmale, Olympiateilnehmer 1920 und 1924, am Ende seiner Karriere
  - Bernard Bosquier
  - Sabri Lamouchi
  - Pierre Pibarot, nach dem Zweiten Weltkrieg Trainer von Alès und französischer Nationaltrainer bei der WM 1954
  - Franck Ribéry
  - Josef Schneider
  - Robert Siatka
  - Noël Sinibaldi, anschließend bei Stade de Reims unter Vertrag
  - Károly Sós, spielte von 1935 bis 1937 beim Verein und war später Nationaltrainer der DDR und Ungarns
  - Jean Tokpa, anschließend bei Racing Paris unter Vertrag